# Spitz (Herrschaft)
Die Herrschaft Spitz war eine Grundherrschaft im Viertel ober dem Manhartsberg im Erzherzogtum Österreich unter der Enns, dem heutigen Niederösterreich.

## Ausdehnung
Die mit Schwallenbach, Heinrichschlag und Zaissing vereinte Herrschaft umfasste zuletzt die Ortsobrigkeit über Spitz, Schwallenbach, Laach, Willendorf, Groißbach, Köfterin, Schlaubing, Thallham, Litzendorf, Hof, Zaissing, Weinberg, Gießhübl, Wiesmannsreith, Großheinrichschlag, Lobendorf und St. Johann. Der Sitz der Verwaltung befand sich in Spitz.

## Geschichte
Letzter Inhaber der Familienfideikommissherrschaft war der k.k. wirkliche Kämmerer Johann Baptist Karl Graf von Dietrichstein-Proskau-Leslie (1772–1852), der diese in den Reformen 1848/1849 auflöste.